# Jewgienij Kaspierski

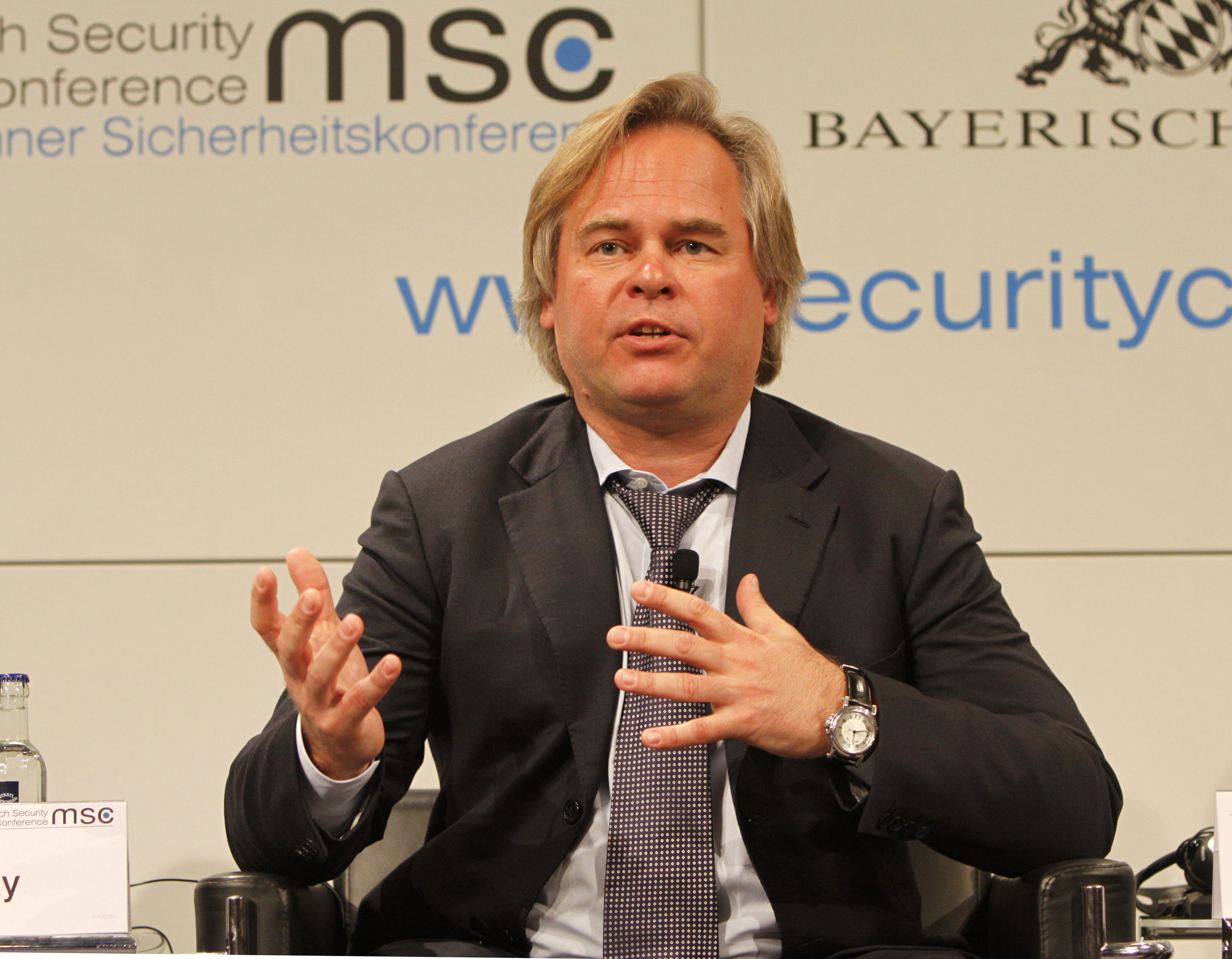
Jewgienij Kaspierski w Monachijskiej Konferencji Bezpieczeństwa (2012)

Jewgienij Walentinowicz Kaspierski (Kasperski) (ros. Евгений Валентинович Касперский, ur. 4 października 1965 w Noworosyjsku) – rosyjski ekspert w dziedzinie bezpieczeństwa informatycznego. Stoi na czele globalnej firmy z branży bezpieczeństwa IT, Kaspersky Lab, którą założył wraz z grupą współpracowników w 1997 roku jako owoc prac nad rozwojem technologii antywirusowych, które prowadził w latach 80. XX wieku. Obecnie Kaspersky Lab działa w niemal 200 krajach i posiada ponad 30 biur regionalnych i krajowych na całym świecie.

## Edukacja
Kaspierski zainteresował się matematyką już jako nastolatek. Będąc jeszcze w szkole, uczęszczał na ponadprogramowe zajęcia z zaawansowanej matematyki i fizyki na specjalnym kursie zorganizowanym przez Moskiewski Instytut Fizyki i Technologii. Następnie, po wygraniu konkursu matematycznego znalazł się w gronie osób przyjętych do specjalnej szkoły technicznej – Specjalnego Centrum Edukacyjno-Naukowego Kołmogorowa Uniwersytetu Moskiewskiego, gdzie kontynuował studia w zakresie fizyki i zaawansowanej matematyki.
W roku 1987 Kaspierski ukończył studia na Wydziale Matematyki Wyższej Szkoły KGB (która w 1992 r. zmieniła nazwę na Instytut Kryptografii, Telekomunikacji i Informatyki Akademii Federalnej Służby Bezpieczeństwa Federacji Rosyjskiej) w Moskwie, gdzie zgłębiał tajniki matematyki, kryptografii i technologii komputerowej, specjalizując się w inżynierii matematycznej.

## Kariera
Po ukończeniu studiów Kaspierski rozpoczął pracę w wielodyscyplinarnym obronnym instytucie badawczym. To tutaj zaczął badać wirusy komputerowe, po tym jak w 1989 r. wykrył wirusa Cascade. Po dokonaniu analizy tego programu Kaspierski opracował narzędzie leczące infekcję – pierwsze z wielu, jakie później stworzył. Cascade był pierwszym szkodliwym programem, który został włączony do bazy antywirusowej Kaspersky Lab, która obecnie liczy ponad 100 milionów próbek szkodliwego oprogramowania.
W 1991 r. Kaspierski został przyjęty do Centrum technologii informatycznych KAMI, gdzie kierował niewielkim zespołem zajmującym się rozwojem Anti-Virus Toolkit Pro (AVP) – prototypu pierwszej wersji programu Kaspersky Anti-Virus, który pojawił się kilka lat później. To właśnie dzięki Jewgienijowi AVP stał się pierwszym oprogramowaniem antywirusowym na świecie, w którym oprogramowanie jest oddzielone od antywirusowej bazy danych – dzisiaj stanowi to już standard w branży. Kaspierski wpadł również na pomysł wyposażenia AVP w pierwszy na świecie graficzny interfejs oprogramowania antywirusowego.
W listopadzie 1992 r. zespół udostępnił swój pierwszy w pełni funkcjonalny produkt – AVP 1.0. W 1994 r. produkt ten znalazł się na pierwszym miejscu w teście porównawczym przeprowadzonym przez laboratorium testowe Uniwersytetu w Hamburgu, w którym wykazał wyższe współczynniki wykrywania i neutralizacji wirusów niż większość popularnych programów antywirusowych w tym czasie. To niespodziewane zwycięstwo przyniosło AVP szerokie międzynarodowe uznanie.
W tym samym czasie zespół zaczął licencjonować swoje know-how zagranicznym firmom IT – praktyka ta trwa do dziś (ponad 80 firm licencjonuje technologie od Kaspersky Lab).
W 1997 r. Kaspierski i jego współpracownicy podjęci decyzję o utworzeniu niezależnej firmy i zostali założycielami Kaspersky Lab. Na początku Jewgienij nie chciał wykorzystywać swojego nazwiska w nazwie, w końcu jednak przekonała go do tego jego ówczesna żona Natalja Kaspierska – jedna ze współzałożycieli. W listopadzie 2000 r. AVP zmienił nazwę na Kaspersky Anti-Virus”.
Od założenia firmy do 2007 roku Jewgienij Kaspierski kierował badaniami antywirusowymi. W 2007 roku został dyrektorem generalnym Kaspersky Lab.
Obecnie Kaspierski koncentruje się na zarządzaniu strategicznym firmą, w ramach czego często podróżuje po całym świecie – przemawia na konferencjach, targach i wystawach, bierze udział w międzynarodowych spotkaniach i konferencjach partnerskich oraz udziela wywiadów dla prasy.

## Życie prywatne
Jewgienij mieszka ze swoją trzecią żoną i jest ojcem trojga dzieci. Jeden z jego synów, Iwan, został porwany w 2011 r. i uwolniony po trzech dniach.
Prywatny majątek Kaspierskiego został wyceniony na 800 milionów dolarów w 2011 r. Za sprawą jego zamiłowania do wyścigów w 2010 r. Kaspersky Lab został sponsorem włoskiego zespołu wyścigowego Ferrari AF Corse; w następnym roku zaczął sponsorować zespół wyścigowy Formuły 1 Scuderia Ferrari, co trwa do dzisiaj. W 2013 roku Kaspersky Lab podpisał pięcioletnią umowę z Ferrari, w ramach której zapewnia tej włoskiej firmie motoryzacyjnej pełną ochronę IT punktów końcowych.
Ze względu na charakter swojej pracy Kaspierski często wyjeżdża w podróże służbowe, regularnie pisuje na swoim blogu o odwiedzanych miejscach (poza tematami dotyczącymi bezpieczeństwa). Regularnie zwiedza też egzotyczne miejsca, spośród których jako ulubione wymienia wulkaniczny półwysep Kamczatka, na który wracał kilka razy.

## Wyróżnienia
W 2012 r. Jewgienij Kaspierski został uhonorowany tytułem doktora honoris causa w dziedzinie nauki przez Uniwersytet w Plymouth. W tym samym roku znalazł się na liście 25 największych innowatorów roku według CRN.
Inne istotne wyróżnienia:
- Top-100 Global Thinker, Foreign Policy Magazine – 2012[16]
- Technology Hero of the Year, V3 – 2012[17]
- Top-100 Executive in the IT Channel, CRN – 2012[18]
- World’s Most Powerful Security Exec, SYS-CON Media – 2011[19]
- Business Person of the Year, American Chamber of Commerce in Russia – 2011[20]
- Outstanding Contribution to Business Award, CEO Middle East – 2011[21]
- CEO of the Year, SC Magazine Europe – 2010[22]
- Lifetime Achievement Award, Virus Bulletin – 2010[23]
- Strategic Brand Leadership Award, World Brand Congress – 2010[24]
- Runet Prize (Contribution to the Russian-Language Internet), the Russian Federal Agency for the Press and Mass Communications – 2010[25]

## Kontrowersje
Od kilku lat Jewgienij Kaspierski publicznie wyraża obawy dotyczące potencjalnie „katastrofalnego” cyberataku na infrastrukturę krytyczną. Jest zwolennikiem idei włączenia cyberbroni w zakres Układu o nierozprzestrzenianiu broni jądrowej, twierdząc, że eskalacja cyberwojen powinna być „impulsem do działania” międzynarodowej społeczności.
Kaspierski podróżuje po całym świecie, mówiąc w swoich regularnych wystąpieniach o zagrożeniach związanych z cyberwojną i potrzebie podjęcia działań na skalę globalną w zakresie zwalczania coraz większej liczby zagrożeń bezpieczeństwa. Według niego, kluczem do pokonania cyberwyzwań jest edukacja w kwestiach dotyczących cyberbezpieczeństwa – zarówno zwykłych użytkowników komputerów, jak i – w szczególności – personelu zajmującego się bezpieczeństwem IT, który często posiada niewystarczające kwalifikacje.
Kaspierski jest zwolennikiem identyfikatorów internetowych dla istotnych operacji: głosowanie w wyborach, bankowość online, interakcja z oficjalnymi organami itd.
W artykule opublikowanym w Wired w 2012 r. dziennikarz Noah Shachtman napisał, że Kaspierski posiada związki z Kremlem. Ten zaprzecza tym informacjom.
Kaspierski jest członkiem Międzynarodowej Komisji Doradczej Wielostronnego Partnerstwa Na Rzecz Walki z Cyberzagrożeniami (ang. International Multilateral Partnership Against Cyber Threats).
W marcu 2013 po spotkaniu, w którym uczestniczył Jewgienij Kaspierski, Ronald Noble (sekretarz generalny Interpolu) oraz Noboru Nakatani (dyrektor wykonawczy Globalnego Ośrodka Innowacji INTERPOLu – ang. INTERPOL Global Complex for Innovations, IGCI), Kaspersky Lab formalnie zgodził się na ścisłą współpracę z IGCI mającą na celu lepsze zabezpieczenie internetu.
W marcu 2015, agencja prasowa Bloomberg oskarżyła Kaspierskiego o bliskie związki z rosyjskim wojskiem i wywiadem. Kaspierski nazwał artykuł „sensacjonalistycznym” i winnym „wykorzystywania paranoi”, by „zwiększyć czytelnictwo”, lecz nie odniósł się wprost do tego, czy oskarżenia te są prawdziwe, czy nie.

## Publikacje
Autor następujących pozycji:
- Wirusy dla MS-DOS (w języku rosyjskim) (1992)
- Zapiski z podróży 2006 (w języku rosyjskim)[39]
- Nowy Rok na Biegunie Południowym (2010)[40]
- Muchas Pictures (2011)[41]
- 100 najlepszych miejsc na Ziemi, które musisz koniecznie odwiedzić (2012) (w języku rosyjskim)[42]